# Nüri
Koordinaten: 59° 20′ N, 26° 51′ O
Nüri ist ein Dorf (estnisch küla) in der Landgemeinde Sonda (Sonda vald). Es liegt im Kreis Ida-Viru (Ost-Wierland) im Nordosten Estlands.
Nüri hat 30 Einwohner (Stand 1. Januar 2009) und liegt südlich des Dorfes Sonda.